# Jókai utca (Budapest, VI. kerület)
A Jókai utca egy mellékutca Budapest VI. kerületében, a Terézvárosban.
Irányítószáma: 1066.

## Fekvése
A Teréz körúttal párhuzamosan halad a Jókai tér 9. és a Nyugati tér 1. között.

## Története
1785-től Fabriken Gasse, majd 1874-től Gyár utca volt a neve. Mai nevét Jókai Mór író születésének 100. évfordulójára, 1925-ben kapta.
Eredetileg egy utcasarokkal hosszabb volt, a Bajcsy-Zsilinszky útig tartott, hozzá tartozott a Nyugati pályaudvar elődje, a Pesti indóház is, de azt a Nagykörút kiépítésekor a pályaudvar felépítése után lebontották. Mivel a pályaudvar homlokzata már nem az utcában, hanem egy utcával hátrébb, a Nagykörúton van, az indóház legeleje helyén üres tér keletkezett, ami a Nyugati tér része lett.

## Nevezetes épületei

### Jókai utca 1.
A Nyugati pályaudvar közelében működött a két világháború között az Ilkovits-féle étterem, amely Budapesten a gyorséttermek prototípusa volt.

### Jókai utca 6.
Egykor szakszervezeti székház volt. A 2010-es évek elején a Magyar Szocialista Párt székházaként működött. Jelenleg irodaházként funkcionál. Itt működik 2018-ban a Hatszín Teátrum.